# Multidisciplinary Association for Psychedelic Studies
A Multidisciplinary Association for Psychedelic Studies – MAPS (em português: Associação Multidisciplinar para Estudos Psicodélicos) é uma organização – do tipo 501(c)(3) – baseada em voluntários que trabalham para aumentar a conscientização e a compreensão sobre substâncias psicodélicas. A MAPS foi fundada em 1986 por Rick Doblin e está sediada em Santa Cruz, Califórnia. 
A MAPS ajuda os cientistas a projetar, financiar e obter aprovação regulatória para estudos de segurança e eficácia de várias substâncias controladas. A MAPS trabalha em estreita cooperação com as autoridades reguladoras governamentais em todo o mundo, como a Food and Drug Administration (FDA) e a Agência Europeia de Medicamentos (EMA), a fim de garantir que todos os seus protocolos de pesquisa estejam em conformidade com as diretrizes éticas e processuais da pesquisa clínica sobre drogas. Entre os esforços de pesquisa da MAPS, estão incluídos pesquisas sobre o MDMA (metilenodioximetanfetamina) para o tratamento do transtorno de estresse pós-traumático (TEPT); pesquisas sobre LSD e psilocibina para o tratamento de ansiedade, cefaleia em salvas e depressão associada a problemas de final de vida; ibogaína para o tratamento da dependência de opiáceos, ayahuasca para o tratamento da dependência de drogas e TEPT; aplicação da cannabis medicinal para TEPT; e sistemas alternativos de aplicação de cannabis medicinal, como vaporizadores e bongs. Os funcionários da MAPS dizem que o objetivo final da organização é estabelecer uma rede de clínicas onde esses e outros tratamentos possam ser fornecidos em conjunto com outras terapias, sob a orientação de médicos e terapeutas treinados e licenciados.
Além de patrocinar pesquisas científicas, a MAPS organiza conferências de educação médica continuada, patrocina e apresenta palestras e seminários sobre os avanços na área das pesquisas sobre psicodélicos e maconha medicinal, fornece serviços de redução de danos voltados aos psicodélicos por meio do Projeto Zendo, que atua em eventos como festivais de música e no Burning Man. A MAPS também edita uma publicação trienal em estilo de revista, o Boletim da MAPS, com atualizações sobre as pesquisas em andamento, questões jurídicas e iniciativas educacionais. A MAPS também publica livros que tratam da ciência, história e cultura da pesquisa psicodélica e da terapia psicodélica.

## História

### Terapia psicodélica
As propriedades psicoativas do LSD foram descobertas em 1943 pelo químico suíço Albert Hofmann quando ele acidentalmente ingeriu uma pequena dose pela pele enquanto estudava o composto. A pesquisa controlada sobre os efeitos do LSD em seres humanos começou logo depois; e um colega de Hofmann, Werner Stoll, publicou suas descobertas sobre os efeitos básicos do LSD em seres humanos em 1947.
Após os primeiros esforços de pesquisa terem sido concentrados na investigação sobre se o LSD poderia induzir de distúrbios psicóticos, alguns começaram a avaliar o potencial do LSD para auxiliar na psicoterapia freudiana tradicional na década de 1950. Estudos sobre os efeitos do LSD na criatividade e espiritualidade humanas também foram realizados durante esse período.

### Fundação da MAPS
Antecipando que a Drug Enforcement Administration (DEA) passaria a criminalizar o MDMA por causa da crescente popularidade da droga no uso recreativo, Rick Doblin, Alise Agar e Debby Harlow organizaram um grupo sem fins lucrativos chamado Earth Metabolic Design Laboratories – (EMDL) para defender o potencial uso terapêutico de MDMA. Em 1984, o DEA havia anunciado sua intenção de designar o MDMA como uma substância controlada no Schedule I, uma categorização que restringiria e regularia bastante a disponibilidade da droga, além de indicar um alto potencial de abuso e que a substância não possuía aplicação médica conhecida.
Quando o MDMA passou a ser considerado ilegal, mantido na mesma categoria de substâncias que a heroína, a única maneira de realizar pesquisas científicas seria através do longo e caro processo de aprovação da FDA. Mantendo a crença de que o MDMA tinha potencial terapêutico e poderia servir como substância auxiliar em psicoterapia, eventualmente se tornando um medicamento sob prescrição médica, Rick Doblin idealizou o MAPS como uma organização educacional e de pesquisa sem fins lucrativos. A fundação da MAPS foi o primeiro passo para o que Doblin chamou de "empresa farmacêutica psicodélica sem fins lucrativos". Fundada em 1986, a MAPS já contribuiu com mais de 12 milhões de dólares para o estudo científico de substâncias psicodélicas, da cannabis e de suas possíveis aplicações terapêuticas.

## Projetos e pesquisas
Desde 1986, a MAPS aplicou mais de 20 milhões de dólares no financiamento de projetos e pesquisas e educação sobre psicodélicos e cannabis medicinal. Esses incluem: 
- Erowid e MAPS colaboram em dois grandes projetos de banco de dados de referência desde 2001. A Erowid trabalha na construção de uma biblioteca online sobre MDMA e a MAPS começou a trabalhar em um projeto semelhante com as biibliotecas sobre LSD e psilocibina, da Fundação Albert Hofmann.[9]
- Um estudo foi projetado para examinar a maconha vaporizada ou fumada no tratamento de TEPT relacionado em veteranos de geurra, que avaliará a eficácia e a segurança de várias cepas de cannabis. O estudo recebeu aprovação da FDA. A MAPS está buscando a compra de cepas apropriadas de cannabis do governo federal dos EUA.[10]
- Esforços conjuntos do Prof. Lyle Craker, Programa de Plantas Medicinais, Departamento de Ciências Vegetais e do Solo da Universidade de Massachussetts Amherst, para obter uma licença da FDA para uma instalação de produção de cannabis.[11][12]
- Pesquisa analítica patrocinada sobre os efeitos da vaporização de cannabis , levando ao primeiro estudo humano de vaporizadores de cannabis, conduzido pelo Dr. Donald Abrams, da Universidade da Califórnia, em São Francisco.[13]
- Financiou os esforços bem-sucedidos do Dr. Donald Abrams para obter a aprovação do primeiro estudo humano em 15 anos sobre o uso terapêutico da cannabis, juntamente com uma doação de US$ 1 milhão para o Instituto Nacional de Abuso de Drogas (EUA).[10]
- Obteve a designação de medicamento órfão da FDA para a cannabis utilizada no tratamento da AIDS. [10]
- Apoiou estudos de acompanhamento de longo prazo à pesquisas pioneiras com LSD e psilocibina conduzidas  originalmente nas décadas de 1950 e 1960.[14]
- Patrocinou pesquisas do Dr. Evgeny Krupitsky sobre psicoterapia assistida por cetamina como um potencial tratamento para dependência de heroína e alcoolismo.[15]
- Patrocínio de programas e serviços em festivais, eventos comunitários, igrejas e escolas que proporcionam educação sobre redução de danos e psicodélicos. [16]
- Um estudo clínico avaliando o tratamento de dores de cabeça em cluster utilizando baixas doses de psilocibina (encontrada em cogumelos psicoativos) está sendo desenvolvido por pesquisadores da Harvard Medical School e do McLean Hospital, em conjunto com a MAPS. [14]